# Pyrgomorpha hemiptera
Pyrgomorpha hemiptera är en insektsart som beskrevs av Boris Petrovich Uvarov 1938. Pyrgomorpha hemiptera ingår i släktet Pyrgomorpha och familjen Pyrgomorphidae. Inga underarter finns listade i Catalogue of Life.